# تاكانوري شياكي
تاكانوري شياكي (باليابانية: 千明 聖典) (19 يوليو 1987 في طوكيو في اليابان – )؛ هو لاعب كرة قدم ياباني سابق كان يلعب كلاعب وسط.

## وصلات خارجية
- تاكانوري شياكي على موقع رابطة كرة القدم اليابانية للمحترفين (اليابانية)
- تاكانوري شياكي على موقع قاعدة بيانات كرة القدم.إي يو (الإنجليزية)
- تاكانوري شياكي على موقع Soccerway.com (الإنجليزية)
- تاكانوري شياكي على موقع عالم كرة القدم.نت (الإنجليزية)